# Ashley Nee
Ashley Nee (15 de junio de 1989) es una deportista estadounidense que compitió en piragüismo en la modalidad de eslalon.
Ganó una medalla de bronce en el Juegos Panamericanos de 2015 en la prueba de K1 individual. Es públicamente lesbiana.

## Palmarés internacional
| Juegos Panamericanos | Juegos Panamericanos | Juegos Panamericanos | Juegos Panamericanos |
| Año                  | Lugar                | Medalla              | Competición          |
| -------------------- | -------------------- | -------------------- | -------------------- |
| 2015                 | Toronto (Canadá)     | Medalla de bronce    | K1 individual        |